# Савате
Савате, исто сават или француски бокс (фр. Savate, Boxe Française) је борилачка вештина из Француске. Сличан је кик боксу, а порекло вуче из 17. века.
У савате се бори песницама и ногама. Разликује се од сличних стилова попут кик-бокса или каратеа у извођењу техника. Користе се рукавице за бокс, патике/ципеле и за савате типичне тренерке.

## Историја
Савате је француски са значењем уличне борбе, тачно преведено значи стара ципела. Тиме је порекло овог борилачког спорта довољно објашњено који се иначе приписује углавном морнарима из Марсеја. Француски војници за време револуције користили су такође савате. 
За развијање у данашњи спорт одговорни су Мишел Касе (1794—1869) и Шарл Лекур. Касе, познат и као Ле Писе (фр. le Pisseux – смрдљивац), основао је 1825. први клуб за савате. Поставио је прва правила где су неке технике попут удараца главом забрањене. И поред тога саватисти нису могли да се ослободе имиџа силеџија.
Његов ученик Шарл Лекур тренирао је око 1830. енглески бокс. Увидео је недостатак у коришћењу само рука да би надвладао противника. Лекур је стога комбиновао бокс и савате у рану верзију данашњег савате.
Након тога савате је постао популаран спорт који се тренирао и у школама. Између 1914. и 1945. број саватиста смањио се драстично иако је савате представљен као демонстративни спорт на олимпијским играма у Паризу 1924. После 1945. савате задруга се опоравља, 1985. основана Интернационална федерација за савате. Са годинама се савате, као многи други спортови, даље развијао, због потребе да држи ток са другим борилачким спортовима попут кик бокса или карате. Могло би се казати да је савате данас једна варијанта кик-бокса. 

## Савате у Србији
У Србији савате се јавља у војсци Краљевине Србије још у 19. веку, а донели су га официри школовани у Француској. Капетан Драгутин Николајевић је у Београду 1905. покренуо савате и енглески бокс, а 1914. написао књигу Бокс француски или енглески.
На финалу европског првенства 2006. у Брону, у Француској, Србија је била друга у генералном пласману са освојених 2 прва, 3 друга и 1 трећим местом.
Мајстор борилачких вештина др Срђан Брковић издао је је књигу: Основе савате технике, Самостално издање аутора, Београд, 2007.

## Савремени савате
На првом УФЦ турниру (Ultimate Fighting Championship) одржаном 1993. савате борац Жерар Гордо је освојио друго место. У току турнира победио је сумо рвача Тејла Тулија и кик боксера Кевина Руозијера, а у финалу је изгубио од борца бразилског џијуџицуа Хојса Грејсија.